# Ґійом Дютуа
Ґійом Дютуа (фр. Guillaume Dutoit; нар. 18 січня 1996, Швейцарія) — швейцарський стрибун у воду. Виступає за швейцарський клуб «Lausanne natation».

## Спортивна кар'єра
На Чемпіонаті світу з водних видів спорту 2015, який пройшов у Казані (Росія) з 24 липня до 9 серпня, Ґійом Дютуа у парі з Джессікою Фавр посів 10-те місце у змаганнях на 3 метровому змішаному синхронному трампліні.